# Porfobilinogeen
Porfobilinogeen (PBG) is een organische verbinding die in levende organismen voorkomt als tussenproduct in de biosynthese van porfyrinen, waartoe ook kritische stoffen behoren zoals hemoglobine en chlorofyl.
De structuur van het molecuul kan worden beschreven als een molecuul pyrrool met zijketens die waterstofatomen vervangen op posities 2, 3 en 4 in de ring (waarbij 1 het stikstofatoom is); respectievelijk een aminomethylgroep, een azijnzuur- (carboxymethyl)-groep en een propionzuur- (carboxyethyl)-groep.

## Biosynthese
In de eerste stap van de porfyrinebiosynthese wordt porfobilinogeen gegenereerd uit aminolevulinaat (ALA) door het enzym ALA-dehydratase.

## Metabolisme
In het typische porfyrinebiosynthesepad worden vier moleculen porfobilinogeen door het enzym porfobilinogeendeaminase, ook bekend als hydroxymethylbilanesynthase, via de koolstofatomen 2 en 5 van de pyrroolring (naast het stikstofatoom) aaneengeschakeld tot hydroxymethylbilane.

## Pathologieën
Acute intermitterende porfyrie veroorzaakt een toename van porfobilinogeen in de urine. Verder is bekend dat loodvergiftiging sterk interfereert met de porfyrinesynthese, doordat het de werking van ALA-dehydratase aantast. Daarom kan een loodvergiftiging aanleiding geven tot anemie.